# USAM Nîmes Gard
Pour les articles homonymes, voir USAM.
Maillots
Actualités
Dernière mise à jour : 13 octobre 2024.
L'USAM Nîmes Gard est un club professionnel de handball français fondé en 1960 et basé à Nîmes.
Créée par des professeurs d'éducation physique, l'Union Sportive des Anciens du Mont Duplan remporte son premier titre régional au milieu des années 1960. Une décennie après la création du club, l'USAM connaît deux montées successives et accède pour la première fois de son histoire à la première division en 1971. Les Nîmois oscillent ensuite entre le premier et le second échelon dans les années 1970.
Après un retour dans l'élite en 1982, le club connaît la période la plus faste de son histoire jusqu'au milieu des années 1990. En effet, les Verts remportent trois coupes de France et quatre championnats de France durant cette ère. Composée de nombreux Barjots, l'équipe participe aux compétitions européennes et finit notamment troisième de la Ligue des champions en 1994.
La même année, le club est enclin à de graves difficultés financières et est rétrogradé administrativement en deuxième division. Cette sanction marque la fin de la période dorée du club qui évolue ensuite à ce niveau de compétition durant sept saisons. Portée par une génération de joueurs formés au club, l'USAM finit champion de Division 2 et retrouve l'élite en 2001.
Sans connaître de performance notable, les années 2000 voient le club se stabiliser au plus haut niveau national. Malgré une brève rétrogradation, l'USAM garde cette dynamique durant la décennie suivante. À la fin des années 2010, le club se classe de nouveau parmi les meilleures équipes du championnat, atteint la finale de coupe de France et retrouve la coupe d'Europe.
Le club est présidé depuis juin 2012 par David Tebib. Il est entraîné depuis juin 2023 par Yann Balmossière. Les joueurs évoluent actuellement en Liqui Moly Starligue et sont surnommés les Verts ou la Green Team, en référence à la couleur symbolique du club.
Dès 1960, la salle Pablo-Neruda accueille dans Nîmes intra-muros les rencontres à domicile du club gardois jusqu'au début des années 1990. Depuis cette date, l'USAM Nîmes Gard s'est installé au Parnasse, salle inaugurée en 1993 et située au sud de la ville.

## Histoire

### Origines (1960-1971)
L'Union Sportive des Anciens du Mont Duplan est fondée en 1960 par Jean Bonnal. Ce nom provient du collège du Mont Duplan, situé au nord de la ville. Sous l'impulsion d'anciens élèves de cet établissement scolaire (parmi lesquels, déjà présents, Alain Jourdan et Robert Durand), la pratique du handball à Nîmes se développe à partir de 1957.

### Découverte de l'élite (1971-1983)
Très vite Champion du Gard, puis du Languedoc, l'USAM débordera du cadre régional pour accéder au Championnat de France Excellence (actuelle Division II) avant d'en devenir la même année Champion de France. Vice-Champion de France de National II en 1971 et 1976, l'USAM se hissa à deux reprises parmi l'élite; mais faute de moyens ne put s'y maintenir.
En 1982, la troisième fois devait être la bonne, huitième club français en 1983, l'USAM gagne au passage le Challenge de France. L'année suivante, après s'être qualifiée pour disputer la "poule des as", l'USAM se classe troisième club de l'hexagone et acquiert son premier "passeport" pour l'Europe. Une belle aventure venait de naître (entraîneur Alain Jourdan et Robert Durand).

### Années glorieuses (1983-1994)
En 1985, l'USAM termine deuxième du Championnat, derrière l'USM Gagny et remporte la première Coupe de France aux dépens de Gagny après avoir disputé quatre rencontres de Coupe d'Europe face aux Luxembourgeois de Berchem et aux Autrichiens de Vienne. En 1986, encore une place de dauphin en championnat, deux matchs de Coupe des Coupes contre les tenants du titre roumains de Baia Mare et une seconde Coupe de France, aux dépens cette fois  de l'US Ivry. En 1987, de nouveau une place sur le podium mais toujours dans l'ombre de Gagny avec un parcours européen en Coupe des Coupes qui s'achèvera face aux futurs finalistes de l'épreuve, l'Amicitia Zürich.

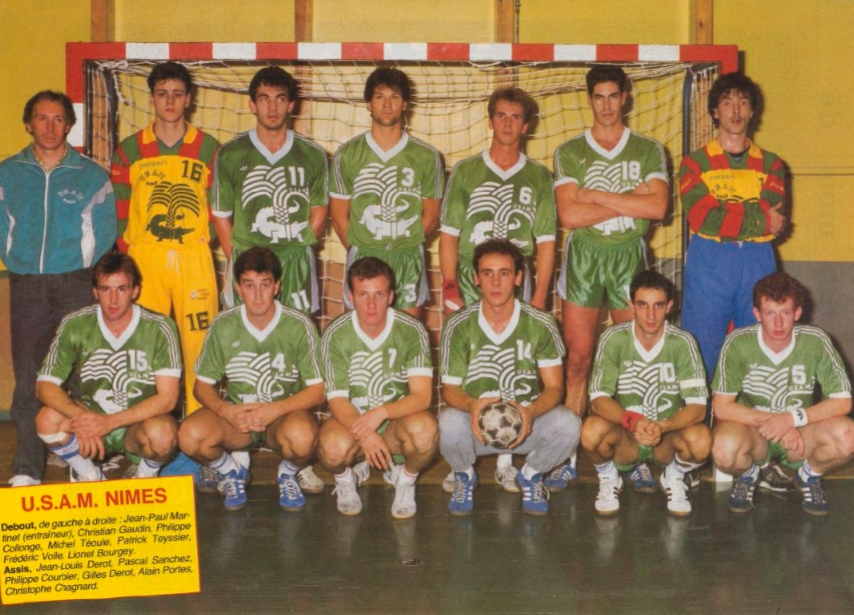
L'USAM Nîmes, Champion de France 1987-88.

En 1987, Jean-Paul Martinet, l'entraîneur de l'équipe de France féminine arrive au club. Après un rallye européen en Coupe de l'IHF qui baladera les "verts" en Italie (Imola), Yougoslavie (Bitola) puis en Lituanie (Granitas Kaunas), ponctués par une victoire historique sur Bitola et un nul mémorable contre les Champions d'Europe en titre (Coupe de l'IHF) de Kaunas, l'USAM est aux portes de la demi-finale. Parallèlement, l'USAM réalise un très bon parcours en championnat. Leader d'un bout à l'autre de l'épreuve, les Nîmois enlèvent le titre national à l'USM Gagny, son plus sérieux rival. Le titre change donc d'épaules. Une page est tournée. L'USAM tient enfin la consécration totale après laquelle elle courait depuis… 28 ans !
En 1989, l'USAM Nîmes est cette année-là le dauphin de l'US Créteil en championnat, le club de Mile Isaković qui atteindra cette même année la finale en Coupe des Coupes ! L'Europe en Coupe des clubs champions s'arrête en huitième de finale face aux Allemands de Magdebourg après avoir éliminé les Portugais de l'ABC Braga.
En 1990, au terme d'une saison difficile, l'USAM Nîmes remporte le titre de Champion de France lors de l'avant dernier match à Metz. La venue de Créteil lors de la dernière journée verra la passation de pouvoir se faire devant le public de "Pablo". En Coupe d'Europe des vainqueurs de Coupes, l'USAM est éliminé après un seul tour face aux redoutables allemands de TV Großwallstadt. L'équipe Cadet est sacrée Championne de France.
En 1991, troisième titre de Champion en 4 ans, après un début de saison difficile dû aux blessures -4 points de retard sur Vénissieux à l'issue des matches aller. L'USAM est sacré Champion de France lors de l'avant dernière journée à Dunkerque. Le parcours européen en Coupe des clubs champions s'achèvera face aux futurs vainqueurs, le FC Barcelone. L’événement fut la fête fantastique pour la venue de cette équipe et celle de Lisbonne en huitième, où pour la première fois, les arènes couvertes de Nîmes accueillirent 9 000 spectateurs.
En 1992, le parcours en Coupe des clubs champions se termine une fois encore en quart de finale, où les Nîmois butent sur les Danois de Kolding. Ils ont auparavant éliminé les Roumains de Timisoara et les Hollandais d'Emmen. En championnat, à la fin des matches aller, l'USAM se classe troisième (deuxième ex æquo avec l'OM Vitrolles) à 3 points de Vénissieux. Cette saison est malheureusement une fois de plus marquée par les graves blessures de Volle, Stoecklin, Teoule, indisponibles une grosse partie du championnat. Quatrième à l'issue du classement définitif, l'USAM n'est pas européen pour la première fois depuis 8 ans (entraîneur Boro Golić).
En 1993, au terme des matchs aller, l'USAM, après être allée triompher à l'OM Vitrolles et à Vénissieux, est sacrée Champion d'Automne. Lors du parcours retour, un sans faute - y compris lors de la venue de l'OM dans un Pablo NERUDA archi comble (victoire 20/19 à la dernière seconde) - permet aux Nîmois de jouer le titre dès la vingtième journée : l'ironie du sort a désigné comme adversaire Ivry, seule équipe à avoir battu Nîmes cette saison-là. Résultat net et sans bavure : 36/26 pour le dernier match dans la salle fétiche de Pablo NERUDA, une fois encore pleine ! L'USAM remporte son quatrième titre en six ans, et reçoit le Challenge de Champion de France lors de la dernière journée jouée dans sa nouvelle salle du Parnasse face à Vénissieux - le tenant du titre- et ce devant 3 300 spectateurs. (entraîneur Jean-Paul Martinet).
Lors de la saison 1993-1994, l'USAM dispute la première édition de la Ligue des champions, après avoir sorti les Slovaques de Tatran Prešov et les Biélorusse de SKA Minsk (vainqueur en 1987, 1989 et 1990), la poule finale de la Ligue des Champions était composée des Croates de Badel 1862 Zagreb, double tenant du titre 92 et 93 (match nul à Zagreb et victoire au Parnasse), des Portugais de l'ABC Braga (2 fois match nul) et des Norvégiens de Sandefjord (victoire à domicile et défaite en Norvège). L'USAM échoue à un point de la première place et laisse Braga disputer la finale. Sur le plan national, le match nul concédé à domicile face à l'OM Vitrolles lors de l'ultime journée du Championnat de France laisse le titre à leur adversaire du soir. Le club termine néanmoins la saison de la plus belle des manières en remportant sa troisième Coupe de France et se qualifie pour la Coupe d'Europe des vainqueurs de Coupes 1994/95. L'équipe Cadet est sacrée Championne de France.
En mai 1994, l'USAM affiche 11 millions FRF de dettes et est placé en liquidation judiciaire. Cette situation financière est causée par des salaires et des investissements élevés au début des années 1990. 

### Chute et nouveau départ en seconde division (1994-2001)
Ce dépôt de bilan entraîne une relégation administrative en Nationale 1 (D2). Racheté par le nouveau président Daniel Dodet, le club change de nom et devient le Nîmes Gard Handball (NGHB). À l'intersaison 1994, les meilleurs joueurs de l'équipe s'en vont mais l'entraîneur, Jean-Paul Martinet, lui, reste et le groupe est alors composé de jeunes espoirs du club et de rares éléments expérimentés comme le capitaine Philippe Courbier. Malgré l'objectif de remontée annoncé, les Nîmois échouent de peu dans leur tentative au bout de la saison, terminant à un petit point de la première place de leur groupe.

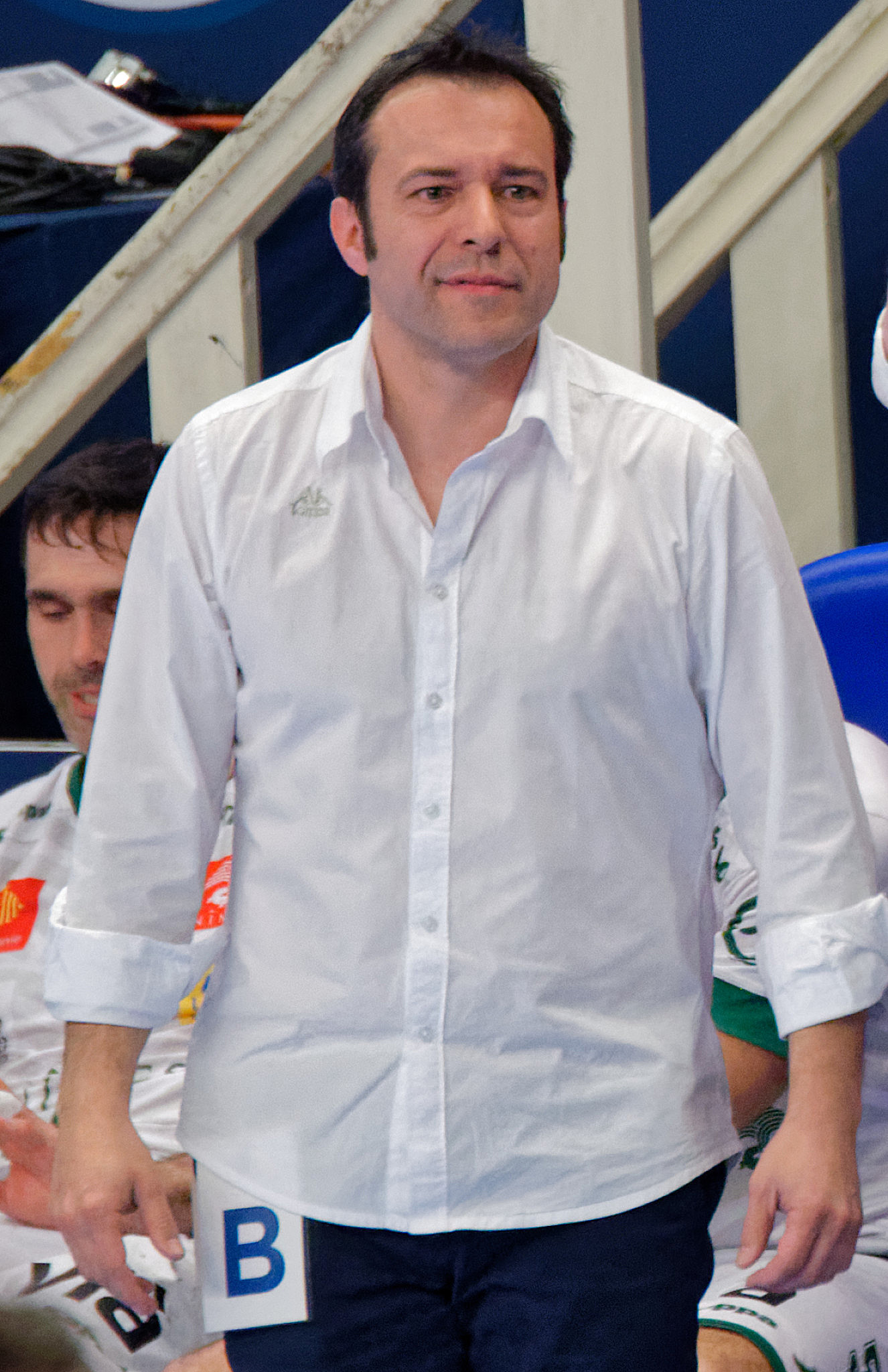
Yann Balmossière est le capitaine de l'équipe championne de D2 en 2001.

Lors de l'intersaison en 1996, Jean-Paul Martinet démissionne et la direction se tourne vers une solution interne avec Gilles Baron. En raison de nombreux mouvements de joueurs, le nouvel entraîneur vise en début d'exercice le maintien. L'équipe, toujours composée de titulaires formés au NGHB, termine finalement troisième et obtient sportivement sa montée en 1997. Cependant, la fédération sanctionne le club d'une pénalité de points à la suite de problèmes administratifs,. Rétrogradé d'une place au classement, Nîmes reste ainsi en D2.
La saison suivante, le club finit de nouveau quatrième. En 1998, le club change de président et d'entraîneur. Ainsi, Jean-Marie Audran officialise le retour de Boro Golić comme coach. Au niveau des joueurs, le NGHB engage notamment Olivier Maurelli durant l'intersaison. La blessure grave de ce dernier compromet l'ambition de remontée et voit le club finir septième en 1999. À la fin de cette décennie, une génération de joueurs formée au club et née au début des années 1980 apparaît progressivement au sein de l'équipe première. Elle voit Jean-Philippe Haon, Grégoire Detrez et Arnaud Vielzeuf faire leurs débuts en professionnel. Le NGHB conclut son championnat à la huitième position en 2000.
Avec l'arrivée de Daniel Rose en tant que président, le club se donne deux ans pour remonter dans l'élite. Pour cela, le NGHB acte le retour de Gilles Baron à la place de Boro Golić et celui du gardien Sorin Toacsen. Marquée par les blessures, la première partie de saison voit quand même les Verts jouer le haut de tableau. Animée d'une force collective importante, l'équipe possède de jeunes talents locaux encadrés par des joueurs comme le capitaine Yann Balmossière. En 2001, cette cohésion se concrétise par un titre de champion de Division 2 et une demi-finale de Coupe de France.

### Stabilisation en première division et brève relégation (2001-2012)
Pour son retour en première division, le club change d'appellation en USAM Nîmes Gard. Au début de la saison 2001-2002, les dirigeants annoncent ouvertement jouer le maintien. Manquant d'expérience, l'équipe est notamment renforcée par Benoît Chevalier et Bruno Basneville durant l'intersaison. Profitant de la dynamique de la montée, les Verts effectuent des performances notables et terminent à la dixième place. En parallèle, ils s'inclinent pour la deuxième fois de suite en demi-finale de Coupe de France. À l'été 2002, Gilles Baron est mis à l'écart par le nouveau président Michel Vielzeuf. Ce dernier nomme Christophe Mazel, double champion de France avec Nîmes en tant que joueur, pour le remplacer. Cette saison enregistre les départs de cadres comme Franck Maurice et Jérôme Chauvet qui arrête sa carrière puis passe entraîneur adjoint. Malgré ces pertes, le club se stabilise sportivement et finit neuvième en 2003.

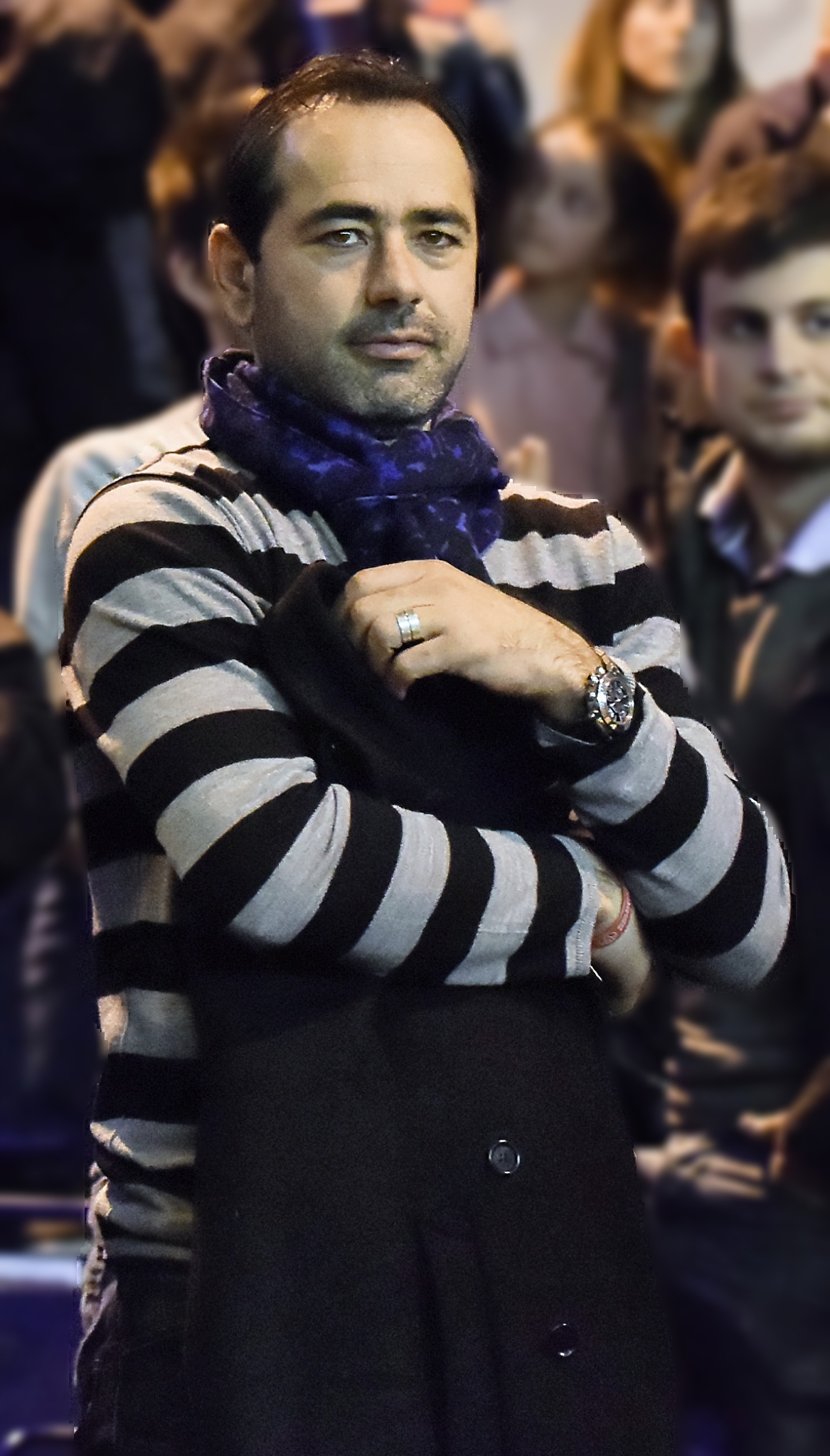
En 2006, Heykel Megannem est élu meilleur joueur de D1 avec l'USAM.

La saison suivante débute avec une interdiction de recrutement et la nécessité d'apurer un nouveau déficit. Cette instabilité débouche sur la nomination de Yann Gallouédec, troisième président en trois ans. L'USAM s'appuie alors sur un effectif majoritairement composé de joueurs formés au club et arrive à se maintenir de nouveau dans l'élite. En 2004, le budget du club augmente et la situation financière se régularise. Malgré des ambitions plus élevées, les Usamistes luttent toute la saison pour rester en Division 1. En juin 2005, Nîmes accueille la Coupe de la Ligue et voit le club y participer pour la première fois. Durant l'été, l'USAM recrute des éléments de qualité avec Bruno Martini et Heykel Megannem. Élu meilleur joueur du championnat, il permet aux Nîmois de réaliser une excellente première partie de saison. Cependant, cette dynamique est stoppée avec huit défaites lors des dix derniers matchs. Malgré une sixième place, cette baisse de régime coûte la place de Christophe Mazel qui est remplacé par Alain Portes en 2006.
Engagé pour son expérience de technicien titré au niveau européen avec le HBC Nîmes, sa venue vise ainsi à retrouver les compétitions continentales. Avec les renforts de Guillaume Saurina et Damien Scaccianoce, l'USAM entame idéalement la saison 2006-2007 en se classant second après une dizaine de journées. Marqué par une « identité nîmoise » et un esprit collectif fort, le groupe termine finalement cinquième et réalise la meilleure performance du club depuis sa remontée en première division. Malgré cela, le club est placé en redressement judiciaire en 2007. Bien que temporaire, cette situation fait planer une éventuelle relégation administrative. Contrarié dans son recrutement par ses difficultés financières, le club réduit ses ambitions et continue de miser sur des joueurs issus de la formation. Malgré la crainte d'un exercice « compliqué » et de nombreux blessés, l'équipe maintient son niveau et obtient un classement identique à celui de la saison précédente. Elle prend également part à la demi-finale de la Coupe de la Ligue en février 2008 et s'incline face au futur vainqueur, le Montpellier Handball (MHB).
En août 2008, l'instabilité économique du club oblige le président Yann Gallouédec céder sa place à Jean-Pierre Vernier. Miné par un manque d'apport financier, l'USAM ne conserve pas ses meilleurs joueurs et frôle régulièrement avec la zone de relégation,. En juillet 2009, l'USAM est même rétrogradé administrativement en Division 2 avant d'être repêché par le CNOSF. Lassé de la situation, Alain Portes quitte son poste et laisse place à Laurent Puigségur. À son arrivée, le nouveau coach ambitionne de terminer dans le ventre mou et atteint son objectif en finissant huitième en 2010. Lors de l'exercice suivant, l'équipe ne gagne aucun de ses quatorze premiers matchs et acquiert finalement son maintien lors de l'ultime journée. Manager du club, Jérôme Chauvet reprend le poste d'entraîneur à l'été 2011. Malgré une victoire inédite dans le derby face au MHB, il ne peut empêcher la relégation en D2 et une dernière place en championnat lors de la saison 2011-2012.

### Retour progressif au premier plan (depuis 2012)
En juin 2012, David Tebib remplace Jean-Pierre Venier à la présidence du club. Malgré la descente, il maintient sa confiance à l'entraîneur, garde la majorité de son effectif présent en D1 et affiche un objectif clair de remontée. À l'issue de la saison, les joueurs de Jérôme Chauvet finissent invaincus à domicile et champions de deuxième division en 2013. La saison suivante, l'équipe se classe dixième pour son retour dans l'élite. En mal de résultats, l'USAM change de coach en novembre 2014. Sans solution, Jérôme Chauvet est remplacé par l'entraîneur de l'équipe réserve Franck Maurice.

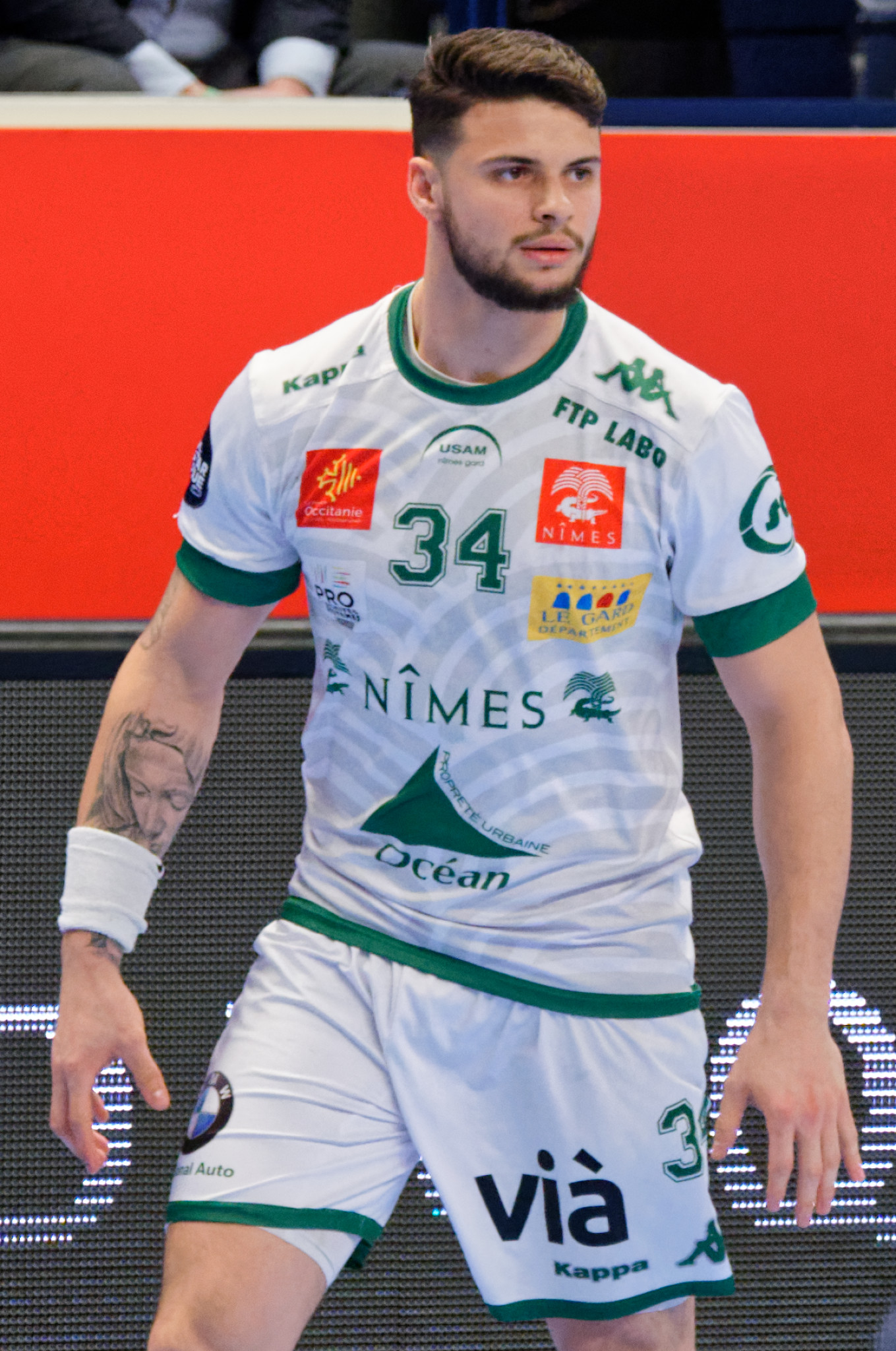
L'arrière gauche Elohim Prandi se révèle avec l'USAM dans les années 2010.

Son arrivée permet de relever progressivement l'équipe au classement et de la placer à la huitième position en 2015. Après ce sauvetage réussi, les Verts changent de statut dès la saison suivante en enchaînant les bons résultats notamment à domicile. En 2016, l'équipe ne confirme cependant pas sa cinquième place à l'issue de la phase aller et finit à la même position que la saison passée. Par la suite, l'USAM se stabilise dans le milieu de tableau du championnat et réussit quelques exploits contre les meilleurs clubs français. En 2018, le club acte son retour au premier plan en atteignant la finale de la Coupe de France après avoir notamment éliminé à domicile le Montpellier Handball.
Malgré un budget limité, la saison 2018-2019 confirme cette progression. Affichant ses ambitions européennes et désormais attendu par ses adversaires, l'USAM se hisse parmi les cinq meilleures équipes de D1. Cette place permet aux Usamistes de retrouver la coupe d'Europe pour la première fois depuis vingt-cinq ans. La saison suivante, l'équipe passe en phase de groupes de la coupe de l'EHF mais est stoppée dans son parcours après l'arrêt de la compétition causée par la pandémie de Covid-19. En championnat, le club profite de cette coupure et finit troisième.
Ces performances offrent une attractivité supérieure au club. Durant cette période, plusieurs joueurs comme Elohim Prandi, Rémi Desbonnet, Jean-Jacques Acquevillo ou Luc Tobie sont sélectionnés pour la première fois en équipe de France,,. Élément majeur des Bleus depuis le début des années 2000, Michaël Guigou donne une nouvelle dimension à l'USAM lors de sa signature. Ainsi, le club parvient à augmenter de manière conséquente son budget pour le faire passer parmi les cinq plus importants de la division à partir de la saison 2019-2020. La Green Team valide ses progrès par un huitième de finale en Ligue européenne (C2) et une nouvelle cinquième place en championnat en 2021.
Plombée par des blessures récurrentes. Un jeune japonais débarque il s'agit de Kosuke Yasuhira, pour aider la position de demi centre à la suite de la blessure de Ahmed Hesham, il est le deuxième joueur nippon à revêtir les couleurs nimoises, après Yuya Taba, la saison 2021-2022 ne permet pas de se qualifier pour une quatrième fois consécutive dans une compétition européenne. En « fin de cycle » avec l'USAM, Franck Maurice est démis de ses fonctions en mars 2022. Il est remplacé temporairement par Yann Balmossière qui finit sixième de D1. Actée depuis plusieurs mois, l'arrivée de Ljubomir Vranjes est officialisée au début de la saison 2022-2023.

## Image et identité

### Couleurs et maillots
Couleur représentative de la ville, le vert est choisi par le club pour ses tenues dès sa création[réf. nécessaire].
| 2009-2010 | 2018-2019 | 2020-2021 | 2021-2022 |

### Logos

Date inconnue
?-1989
1989-1994
1996-2001
2001-2005
Depuis 2005

### Style de jeu
Le style de jeu de l'USAM a longtemps été considéré comme défensif et rugueux. À la fin des années 1980, le jeu pratiqué par l'USAM est celui du panache en opposition au handball exact, conceptuel et programmé. Originaire de Paris, l'entraîneur Jean-Paul Martinet qualifie alors ses joueurs de « types méridionaux très expressifs ».
Depuis le milieu des années 2010, et malgré des valeurs défensives toujours fortes, le jeu d'attaque nîmois s'est « aéré » et se base notamment sur des contre-attaques très rapides. Président du club à partir de 2012, David Tebib estime que l'ADN de l'USAM repose sur « la détermination, l'engagement et la solidarité ».

## Palmarès
Le palmarès de l'USAM Nîmes Gard compte quatre titres de champion de France et trois coupes de France. Ces titres sont glanés entre la fin des années 1980 et le début des années 1990, période durant laquelle le club connaît un apogée sportif. Avec ces performances, l'USAM s'engage dans des compétitions européennes prestigieuses et finit notamment à la troisième place de la Ligue des champions en 1994. Après une décennie de succès, le palmarès de l'équipe professionnelle ne se résume par la suite qu'à des titres de champion de deuxième division.
| Compétitions nationales | Compétitions internationales |
| --- | --- |
| Compétitions actuelles - Championnat de France (4) - Champion : 1988, 1990, 1991, 1993 - Vice-champion : 1986, 1987, 1989, 1994 - Coupe de France (3) - Vainqueur : 1985, 1986, 1994 - Finaliste : 1989, 2018 - Coupe de la Ligue - Meilleure performance : demi-finaliste en 2008 - Championnat de France D2 (2) - Champion : 2001, 2013 - Vice-champion : 1976, 1982 - Nationale 1 (1) - Champion : 1970 Compétition disparue - Challenge de France (2) - Vainqueur : 1983, 1984 | Compétitions actuelles - Ligue des champions (C1) - Meilleure performance : troisième en 1994 - Ligue européenne (C2) - Meilleure performance : huitième de finaliste en 2021 et en 2022 Compétitions disparues - Coupe d'Europe des vainqueurs de coupe (C2) - Meilleure performance : quart de finaliste en 1987 - Coupe de l'IHF (C3) - Meilleure performance : quart de finaliste en 1988 |

### Bilan sportif
Le tableau ci-dessous récapitule tous les matchs officiels disputés par l'USAM Nîmes Gard dans les différentes compétitions nationales et européennes.
| Championnats                                       | Saisons | Titres | J  | G  | N | P  | Bp  | Bc  | Diff |
| Division 1                                         | 38      | 4      |    |    |   |    |     |     |      |
| Division 2                                         | 15      | 2      |    |    |   |    |     |     |      |
| Coupes nationales                                  | Saisons | Titres | J  | G  | N | P  | Bp  | Bc  | Diff |
| Coupe de France                                    | 37      | 3      |    |    |   |    |     |     |      |
| Coupe de la Ligue                                  | 16      | 0      | 29 | 11 | 2 | 16 | 811 | 814 | -3   |
| Coupes d'Europe                                    | Saisons | Titres | J  | G  | N | P  | Bp  | Bc  | Diff |
| Coupe des clubs champions/Ligue des champions (C1) | 4       | 0      | 24 | 12 | 4 | 8  | 539 | 499 | +40  |
| Coupe des coupes (C2)                              | 4       | 0      | 12 | 4  | 1 | 7  | 248 | 275 | -27  |
| Ligue européenne/Coupe EHF (C2)                    | 3       | 0      | 32 | 15 | 7 | 10 | 917 | 873 | +44  |
| Coupe de l'IHF (C3)                                | 2       | 0      | 10 | 5  | 2 | 3  | 211 | 207 | +4   |

La frise chronologique suivante montre l'évolution des championnats de la Fédération française de handball et de la Ligue nationale de handball auxquels l'équipe fanion de l'USAM Nîmes Gard a participé au cours de son histoire.

## Effectif professionnel actuel
Le tableau suivant recense l'ensemble des joueurs faisant partie de l'effectif de l'USAM Nîmes Gard.

## Personnalités du club

### Présidents
Membre fondateur du club, Max Durand est le premier président de l'USAM Nîmes Gard. Il passe la main en 1971 à Émile Giran, qui reste en poste dix-sept ans avant de devenir président délégué de 1988 à 1994.
Conseiller général du Gard depuis 1973, Gilbert Baumet cumule sa fonction avec celle de président de l'USAM à partir de la saison 1988-1989. Sous sa direction, le club gardois remporte trois titres de champion de France, une coupe de France et termine troisième de la Ligue des Champions. Malgré l'appui financier du Conseil général du Gard, l'USAM creuse pendant cette période une dette importante en raison de salaires et d'investissements importants. En avril 1994, il démissionne ainsi de son poste et voit le club faire un dépôt de bilan deux mois plus tard.
Considéré comme appartenant au « patrimoine de la ville », l'USAM tente d'être sauvé par les décideurs locaux. Après cette faillite en juin 1994, le maire de Nîmes Jean Bousquet demande ainsi à Daniel Dodet de prendre la relève. Gérant d'une concession automobile, il rachète pour 300 000 F les droits sportifs du club et le renomme Nîmes Gard Handball. Il s'engage pour trois ans afin d'assainir la situation financière et de retrouver l'élite. Malgré cela, le club stagne en deuxième division durant la deuxième partie des années 1990 sans jamais atteindre son objectif de remontée.
Marqué par des pertes financières importantes, le conseil d'administration (CA) nomme Yann Gallouedec comme président en juin 2003. Patron d’une entreprise funéraire nîmoise, il permet au club de se sauver et de voir l'USAM continuer à évoluer en Division 1. En juin 2008, il démissionne et justifie sa décision par le manque de soutien des collectivités territoriales. Son mandat est émaillé de suspicions d'usage de faux et d'abus de confiance afin de masquer une dette dépassant les 600 000 euros. Condamné en 2012, il est finalement relaxé un an plus tard.
Après une courte période où l'USAM est géré par son comité directeur, le secrétaire général du club Jean-Pierre Vernier devient président en août 2008. Malgré des difficultés financières persistantes, il est réélu à son poste pour cinq ans en décembre 2011. Cependant, la descente du club en seconde division acte son départ quelques mois plus tard.
Né à Nîmes, ayant grandi au Chemin-Bas d'Avignon et membre du CA, David Tebib prend le relais en juin 2012,. Un an après son arrivée, le club retrouve l'élite en devenant champion de deuxième division. Durant son passage, il augmente de manière significative le budget du club grâce notamment à un important développement du réseau de partenaires. Dans les années 2010, cette manne financière permet à l'USAM de se stabiliser en première division ainsi que de rejouer des compétitions européennes et une finale de coupe de France. Dirigeant d'une société de fourniture pour mobiliers urbains, Tebib crée une section féminine et passe le statut du club d'association à société par actions simplifiée unipersonnelle,. En parallèle, il cumule brièvement la fonction de président de la Ligue nationale de handball et de l'Union des clubs professionnels de handball.
| Rang | Nom                 | Période   |
| ---- | ------------------- | --------- |
| 1    | Max Durand          | 1960-1971 |
| 2    | Émile Giran         | 1971-1988 |
| 3    | Gilbert Baumet      | 1988-1994 |
| 4    | Daniel Dodet        | 1994-1996 |
| 5    | Jean-François Louis | 1996-1998 |
| 6    | Jean-Marie Audran   | 1998-2000 |

| Rang | Nom                 | Période   |
| ---- | ------------------- | --------- |
| 7    | Daniel Rose         | 2000-2002 |
| 8    | Michel Vielzeuf     | 2002-2003 |
| 9    | Yann Gallouedec     | 2003-2008 |
| 10   | Jean-Pierre Vernier | 2008-2012 |
| 11   | David Tebib         | 2012-     |

### Entraîneurs
Professeur d'éducation physique, Jacques Ester est nommé entraîneur de l'équipe première en 1966. Un an après son arrivée, le club remporte le titre de champion du Languedoc et rejoint la troisième division. Après deux années à lutter pour la montée, l'équipe nîmoise finit championne de France d'excellence (D3) et accède à la Nationale 2 en 1970,. La saison suivante, ses joueurs terminent de nouveau premiers de leur poule. Malgré une défaite en demi-finale du championnat, Ester valide ainsi une montée qui permet à l'USAM d'évoluer en première division en 1971. Au milieu des années 1970, il quitte volontairement son poste d'entraîneur afin de s'occuper de la formation des jeunes du club.
Vice-champion de France entre 1985 et 1987, l'USAM cherche à recruter un coach de haut niveau pour faire passer un cap au club. Entraîneur de l'équipe de France féminine, Jean-Paul Martinet signe ainsi en juin 1987. Dès sa première saison, il permet à l'USAM d'atteindre son objectif et de remporter son premier titre de champion. Sa rigueur permet de professionnaliser le club et de lui donner une portée européenne au début des années 1990. Durant cette période, et malgré un interlude d'une saison, il triomphe de nouveau à trois reprises en tant que champion de France et gagne une coupe nationale. En dépit de la relégation administrative en juin 1994, il reste deux saisons au club avant de le quitter.

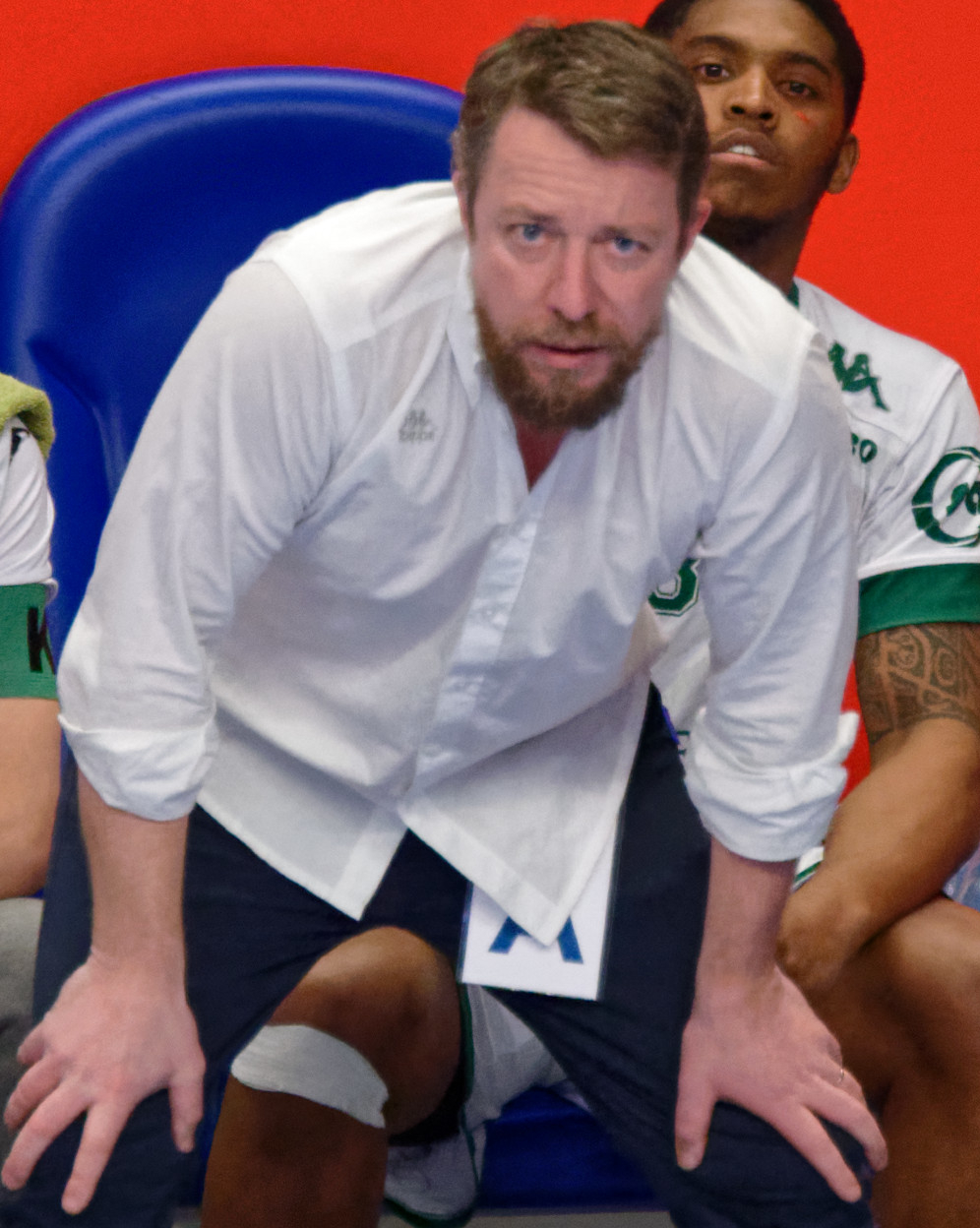
Tacticien reconnu, Franck Maurice obtient en 2020 une troisième place en D1.

En 1996, l'équipe technique démissionne et la direction se tourne vers une solution interne. Gilles Baron, éducateur chez les jeunes depuis 1985 et ancien adjoint de Jean-Paul Martinet, récupère ainsi l'équipe professionnelle. Il obtient une montée finalement refusée pour des problèmes administratifs qui voient le club rester en D2. Après avoir pris la réserve en 1998, il revient diriger les professionnels en 2000. Avec un groupe majoritairement composé de joueurs formés au club, il valide cette fois l'accession avec un titre de champion de deuxième division en 2001. La saison suivante, il maintient l'USAM pour son retour dans l'élite et atteint pour la deuxième fois la demi-finale de la coupe de France. Il quitte finalement le club en 2002 et rejoint le Frontignan THB.
Ailier historique du club, Alain Portes fait son retour en 2006. Après sa carrière de joueur, il entraîne de 1995 à 2004 les filles du HBC Nîmes avec lesquelles il remporte le premier titre européen du handball féminin français. Ce succès sur la scène continentale motive l'USAM à le faire revenir afin de retrouver la Coupe d'Europe. Même si l'objectif n'est pas atteint, Portes prend part à une demi-finale de coupe de la Ligue et parvient à hisser l'équipe à la cinquième place du championnat. Au bout de trois saisons, il devient sélectionneur de la Tunisie en juin 2009.
Formé et né à Nîmes, Jérôme Chauvet y fait la majorité de sa carrière dans les années 1990. Par la suite, il occupe diverses fonctions à l'USAM dès 2002. Entraîneur adjoint jusqu'en 2006, il est directeur du centre de formation de 2005 à 2008. Il quitte le club durant une saison et revient pour diriger l'équipe réserve en 2010. Il est finalement nommé à la tête de l'équipe première un an plus tard. Après la relégation en deuxième division, il réussit à faire remonter le club dans l'élite en 2013. En difficulté en championnat, il laisse sa place et redevient directeur du centre de formation en novembre 2014. Au début des années 2020, il épaule Yann Balmossière lors de son intérim à la tête de l'équipe première avant l'arrivée de Ljubomir Vranjes.
Passé à l'USAM entre 1999 et 2002 en tant que joueur, Franck Maurice fait ses débuts en tant que technicien à l'ES Besançon puis à l'US Saintes où il est élu meilleur entraîneur de Pro D2 en 2010. Il revient à Nîmes pour diriger le centre de formation et l'équipe réserve en 2013 à la demande de Jérôme Chauvet, entraîneur du groupe professionnel. Ce dernier est remplacé par Maurice en novembre 2014. Après avoir acquis le maintien à l'issue de la saison, il stabilise ensuite l'USAM en première division. Considéré comme un « fin tacticien », il se voit récompenser d'une finale de coupe de France en 2018. À partir de cette date, la progression sportive se concrétise par des participations en coupe d'Europe et une troisième place en championnat lors de la saison 2019-2020. Remis en question par son président, Maurice est démis de ses fonctions en mars 2022 après des résultats moins probants.
| Entraîneur             | Période     |
| ---------------------- | ----------- |
| Jacques Ester          | 1966-?      |
| Jacques Méjean         | Années 1970 |
| Alain Jourdan          | Années 1980 |
| Jean-Paul Martinet     | 1987-1991   |
| / Boro Golić           | 1991-1992   |
| Jean-Paul Martinet (2) | 1992-1996   |
| Gilles Baron           | 1996-1998   |
| Boro Golić (2)         | 1998-2000   |
| Gilles Baron (2)       | 2000-2002   |

| Entraîneur                 | Période             |
| -------------------------- | ------------------- |
| Christophe Mazel           | 2002-2006           |
| Alain Portes               | 2006-2009           |
| Laurent Puigségur          | 2009-2011           |
| Jérôme Chauvet             | 2011-nov. 2014      |
| Franck Maurice             | nov. 2014-mars 2022 |
| Yann Balmossière (intérim) | mars 2022-juin 2022 |
| Ljubomir Vranjes           | juin 2022-mai 2023  |
| Yann Balmossière (2)       | juin 2023           |

### Joueurs importants
Les premiers joueurs licenciés à l'USAM sont des jeunes des environs de Nîmes, dont beaucoup sont issus de l'établissement scolaire du Mont Duplan situé au nord de la ville. Dans les années 1970, l'équipe première est majoritairement constituée d'étudiants. Parmi eux, Michel Escalier, qui devient ensuite professeur d'EPS à Paris, est considéré comme l'un des meilleurs joueurs de l'USAM lors de cette période.
À partir des années 1980, l'USAM est l'un des clubs phares du handball français. Parmi les joueurs formés au club, l'arrière gauche Frédéric Volle (1984-1992) en devient l'un des membres les plus éminents et gagne trois titres de champion de France. Il est l'un des meilleurs marqueurs du club mais également de sa sélection. Élu ailier gauche français du siècle en 2002, Alain Portes (1982-1994) évolue à l'USAM durant l'intégralité de sa carrière et y deviendra plus tard entraîneur. Joueur phare du club, il remporte quatre championnats de France. Portes partage cette performance avec Philippe Courbier, le demi-centre Gilles Derot (1983-1994), le gardien Patrick Avesque et les ailiers droits Christophe Chagnard et Pascal Sanchez. En 1989, le recrutement du meilleur gardien français Philippe Médard, épaulé par Christian Gaudin (1987-1994), illustre les nouvelles ambitions du club.
Au début des années 1990, le club change de statut et ses moyens financiers lui permettent de recruter des « stars ». Preuve de cette attractivité, deux autres joueurs du « Sept de diamant » passent par l'USAM durant cette décennie après Portes et Médard. Capitaine de l'équipe de France, le pivot Philippe Gardent (1990-1992) remporte le championnat en 1991. Dans son sillage, Stéphane Stoecklin (1990-1994) gagne ses seuls trophées nationaux avec l'USAM et est élu meilleur handballeur du monde trois ans après son départ. Parmi les autres membres des Barjots, Denis Lathoud (1992-1994) et Guéric Kervadec (1993-1994) triomphent également et renforcent l'équipe durant cette période. Le Yougoslave puis Croate Zlatko Saračević (1991-1994) figure également parmi les grandes recrues du club.
Malgré la baisse de ses résultats, l'USAM continue de miser sur les joueurs de son centre dans les années 2000. Loué pour sa polyvalence et son « dévouement », Jean-Philippe Haon (1999-2017) dispute dix-huit saisons avec son club formateur au niveau professionnel. Comme pour ce dernier, Grégoire Detrez (1999-2009) participe à la remontée du club dans l'élite en 2001. Il devient ensuite l'un des meilleurs pivots français de sa génération et fait ainsi ses débuts en équipe nationale en 2005. Champion d'Europe en 2010, Detrez retourne dans son club formateur après sa carrière de joueur en passant entraîneur d'une équipe de jeunes en 2022. Après avoir débuté à l'USAM dans les années 1990, l'arrière droit Benoît Chevalier (1991-1996 et 2001-2009) revient lors de la décennie suivante avec un statut de joueur expérimenté et aide le club à se stabiliser en D1.
Au milieu des années 2000, le club fait plusieurs recrutements majeurs. Arrivé à Nîmes en 2005, le demi-centre tunisien Heykel Megannem (2005-2007) est sacré meilleur joueur du championnat de France dès sa première saison. La même année, le club s'offre le double champion du monde Bruno Martini (2005-2007) dont l'expérience au poste de gardien est louée. Formés ensemble au sport-étude de Marseille, Guillaume Saurina (2006-2010 et 2011-2016) et Damien Scaccianoce (2006-2015) rejoignent l'USAM en 2006 et s'inscrivent rapidement comme des éléments incontournables de l'équipe.

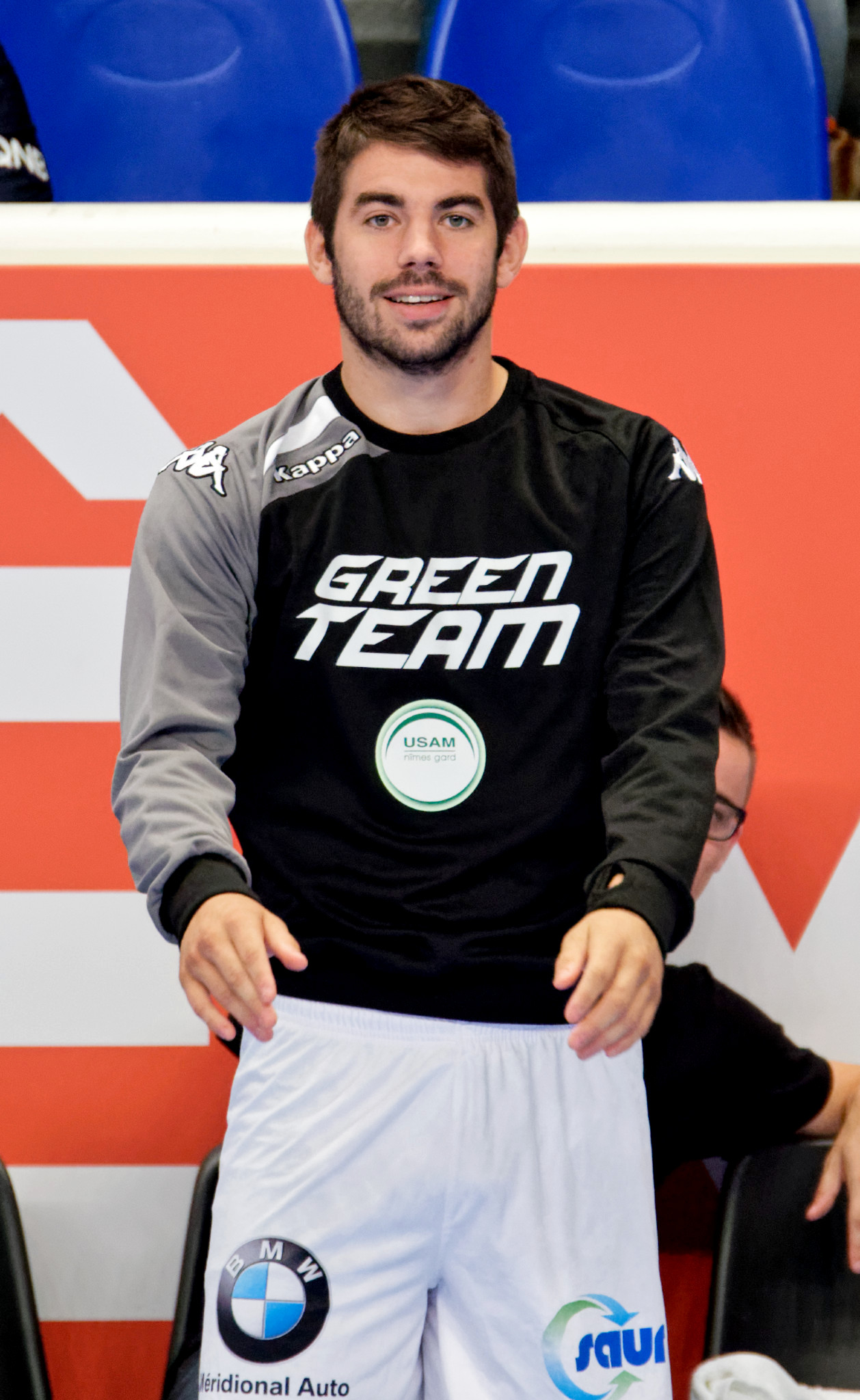
Formé au club, Julien Rebichon fait partie des meilleurs buteurs de l'USAM.

La stabilité sportive dans les années 2010 voit l'émergence de joueurs formés à l'USAM ou originaires de la région. L'ailier gauche Julien Rebichon fait ses débuts en professionnel en 2008. Progressivement, il s'impose au sein de l'équipe et devient l'un des meilleurs buteurs de l'histoire du club. Ami d'enfance de ce dernier, Benjamin Gallego s'engage d'abord sous licence amateur en 2010 puis devient un cadre en tant que pivot. Né à Nîmes et issu du centre de formation, Quentin Dupuy passe titulaire à partir de 2015. Ses qualités lui permettent d'être nommé à deux reprises parmi les meilleurs défenseurs de D1. Originaire de la région, Rémi Desbonnet (2013-2022) commence sa carrière au Montpellier Handball (MHB) où il est barré par Thierry Omeyer. En 2013, il rejoint Nîmes pour gagner en temps de jeu. Sur plusieurs saisons, sa régularité le place parmi les meilleurs gardiens du championnat. Sélectionné en équipe de France à partir de 2021, son statut change et il retrouve le MHB un an plus tard.
Durant cette décennie, l'USAM opère d'autres recrutements de qualité avec O'Brian Nyateu (2017-2022) et Luc Tobie (à partir de 2016) qui deviennent internationaux français avec Nîmes. Formé à l'US Ivry, Elohim Prandi (2017-2020) signe lui son premier contrat professionnel avec l'USAM où il se révèle rapidement par sa puissance et ses buts spectaculaires,. Arrière gauche prolifique, il est notamment élu dans l'équipe-type du championnat de France en 2020 et cité comme l'un des meilleurs handballeurs européens de sa génération,. La même année, ses performances l'amènent à rejoindre le Paris SG à la suite de ses premières sélections en équipe nationale,.
Avec des résultats sportifs plus élevés à la fin des années 2010, la Green Team attire des joueurs de renom. Parmi eux, le champion d'Afrique Mohammad Sanad arrive en 2017 et se classe parmi les meilleurs buteurs du championnat dès sa première saison. Amateur du kung fu, il est élu meilleur ailier droit de première division en 2020 et en 2022. Par ailleurs, l'arrivée de la star Michaël Guigou fait prendre au club une « nouvelle dimension »,. En février 2019, l'USAM profite d'un conflit entre le joueur et le MHB sur sa prolongation. Malgré les convoitises, le quadruple champion du monde rejoint Nîmes à partir de la saison 2019-2020. Classé parmi les meilleurs ailiers gauche de l'histoire et capitaine de l'équipe de France à 38 ans, il permet notamment à l'USAM de terminer troisième de D1 en 2020. Après avoir prolongé d'un an en 2021, Guigou prend finalement sa retraite puis devient conseiller du président et ambassadeur du club à partir de juin 2022.
Jusqu'en 1994
- Alain Jourdan
- Christian Raux
- Pierre Gelly
- Robert Durand
- Jean-Louis Derot, 1 titre de champion de France
- Nikola Grahovac, 2 titres de champion de France

Depuis les années 2000
- Yann Balmossière (1997-2007)
- Bruno Basneville (2001-2007)
- Sorin Toacsen (1995-1996 et 2000-2003)

## Structures du club

### Infrastructures

#### Salles

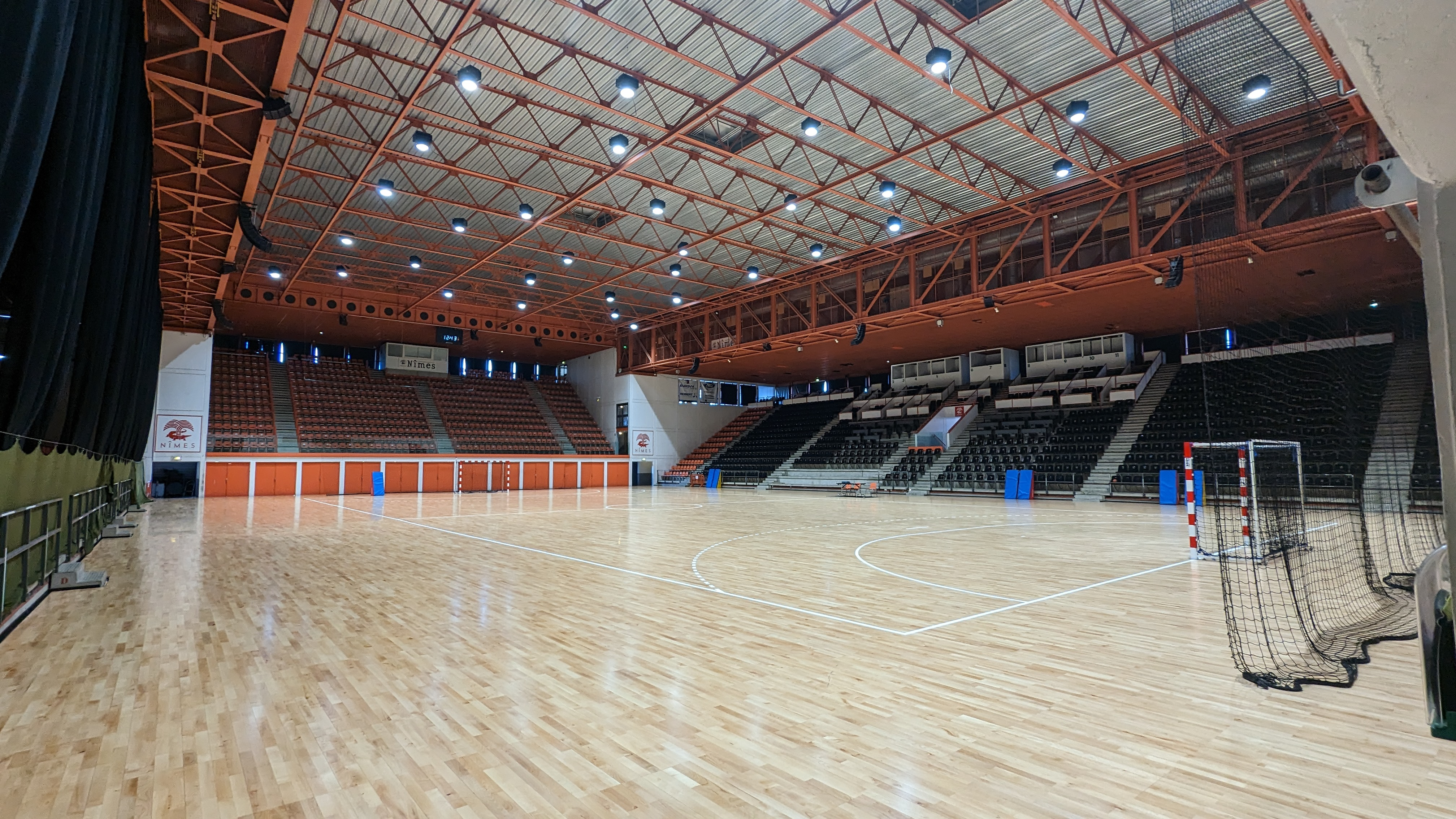
Depuis 1993, l'USAM Nîmes Gard évolue au Parnasse.

L'USAM Nîmes Gard évolue depuis sa création à la salle Pablo-Neruda. Doté d'environ 1 000 places, ce gymnase ne compte qu'une seule tribune. À la fin des années 1980, le club estime qu'il devient exsangue pour ses ambitions en raison d'une capacité limitée et une difficulté à filmer les matchs. Malgré leur déménagement acté en 1993, les Verts disputent quelques rares parties dans cette salle lors des décennies suivantes,. Surnommée « Pablo », elle est rebaptisée en l'honneur du président Émile Giran en octobre 2013.
Situé à côté du Stade des Costières, Le Parnasse reprend le style architectural de ce dernier. Inauguré en mai 1993 face au Vénissieux handball, il est bâti entre août 1991 et le printemps 1993. Voulue par le club, la salle est financée par la municipalité et par le département du Gard, dont le président Gilbert Baumet est aussi celui de l'USAM. Propriété de la ville, le complexe accueille 4 390 spectateurs (dont 800 debout) à son ouverture. Sans modification majeure, sa capacité est progressivement réduite à 3 225 places. Dans les années 2020, la municipalité veut moderniser l'enceinte afin de la transformer en une aréna d'au moins 4 500 places assises.
En 1990, le club désire jouer ses matchs européens ailleurs qu'à Pablo et demande à la municipalité d'évoluer aux arènes de Nîmes. Transformées en salle fermée grâce à une « lentille pneumatique »,, elles reçoivent les Usamistes lors de trois rencontres européennes de la saison 1990-1991 (dont une face au FC Barcelone). Par ailleurs, Nîmes se délocalise également lors de la Coupe des clubs champions en 1992. Ouvert un an auparavant, le Palais des sports Jacques Chaban-Delmas de Castelnau-le-Lez accueille deux rencontres de l'USAM face au E&O Emmen et au KIF Kolding.

#### Structures de formation

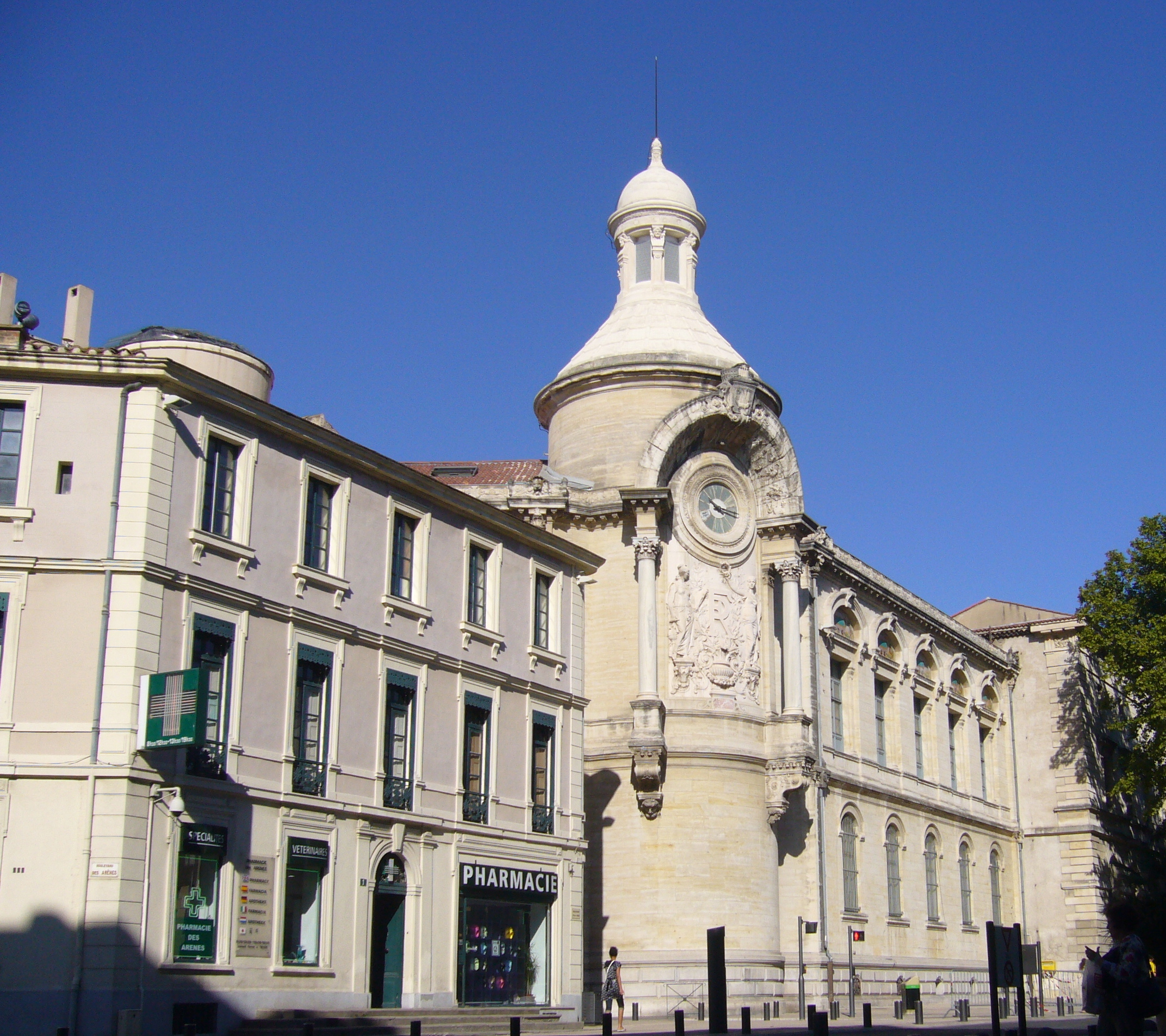
De nombreux joueurs de l'USAM passent par la section sport-études du lycée Alphonse-Daudet.

Durant son histoire, le club instaure une tradition de joueurs formés au club en équipe première. Dans les années 1970, Jacques Ester gère l'« école de sport ». Par la suite, les jeunes effectuent notamment leur formation au sein de sections sport-études (SSE) avant d'intégrer l'équipe fanion. Bien qu'officiellement indépendante du club, la SSE du lycée Alphonse-Daudet forme de nombreux éléments qui rejoignent l'USAM à partir de la fin des années 1970. Dirigée par Jean-Pierre Lacoux de 1977 à 1982, elle voit ensuite l'arrivée de Jacques Grandjean qui joue pour le club dans les années 1980.
Dans les années 1990, l'élévation du niveau du championnat incite les clubs à créer une nouvelle structure. Cette dernière vise à récupérer les meilleurs jeunes en fin de formation mais n'étant pas encore prêts pour le haut niveau. En France, les clubs professionnels de handball créent ainsi des centres de formation qui accueillent des joueurs âgés entre 18 et 22 ans. En 1994, un projet de ce type est étudié par l'USAM mais est finalement abandonné à la suite de la relégation en seconde division. Après son retour dans l'élite dans les années 2000, le club ouvre et labellise son centre de formation en 2003. Il est actuellement dirigé par Jérôme Chauvet.
En parallèle, un pôle espoirs de handball existe sur Nîmes et travaille en lien avec l'USAM. Géré par la ligue d'Occitanie, il permet aux jeunes joueurs de bénéficier d’horaires aménagés dans certains collèges et lycées de la ville.

### Aspects juridiques et économiques

#### Statut du club
L'USAM Nîmes Gard est fondée en 1960 en tant que club sportif, régi par la loi sur les associations établie en 1901. Le club est affilié sous le no 6130002 à la Fédération française de handball. Il appartient à la Ligue Occitanie de handball et au Comité du Gard.
L'équipe de handball professionnel du club est gérée par la société USAM Nîmes Gard au capital de 310 000 euros et possède le statut de société par actions simplifiée unipersonnelle (SASU) depuis mai 2019.

#### Sponsors et équipementiers
En 2012, l'USAM Nîmes Gard change d'équipementier et passe chez Kappa. Le club est auparavant équipé par Puma de 2005 à 2012, par Kempa de 2002 à 2005, par Hummel de 1997 à 2002, par ABM de 1996 à 1997, par Adidas et par Panzeri.
Au milieu des années 1980, la popularité grandissante du handball dans la région permet à l'USAM de trouver des sponsors. Le label « De Nîmes », créé par Jean Bousquet pour promouvoir les produits de la ville, est ainsi présent sur les maillots de l'équipe première à partir de la saison 1984-1985. L'entreprise Perrier, dont la source est située dans le Gard, est le sponsor majeur du club dans les années 1990[réf. nécessaire]. En novembre 2018, le club trouve un accord de partenariat avec Bpifrance. Pour la saison 2020-2021, le club est sponsorisé par Bastide Le Confort Médical et Hectare,.
David Tebib, président de l'USAM et Vincent Bastide, PDG de Bastide Médical ont ensuite renouvelé ce partenariat pour la saison 2023/2024.
Actuellement, l'USAM possède cinq sponsors « premium » qui apparaissent sur le maillot de l'équipe, treize catégorisés comme « partenaires majeurs » et enfin vingt-et-un partenaires principaux. Par ailleurs, la ville de Nîmes, la Communauté d'agglomération de Nîmes, le Conseil régional d'Occitanie et le Conseil départemental du Gard sont les partenaires institutionnels du club.

#### Éléments comptables
Le budget prévisionnel du club augmente au fil des saisons et du championnat disputé.
De la fin des années 1980 jusqu'au milieu des années 1990, l'apport financier des collectivités territoriales locales permet de structurer et de maintenir le club au sommet du handball français. En 1988, ces subventions conséquentes représentent plus de la moitié du budget de l'USAM,. Dirigé par Gilbert Baumet, le Conseil général du Gard emploie dans cette période certains joueurs afin qu'ils ne soient pas au chômage,.
| Saison | 1971-1972   | 1985-1986 | 1987-1988 | 1994-1995 | 2000-2001 | 2001-2002 | 2002-2003 | 2003-2004 | 2004-2005 |
| Budget | 0,080 M FRF | 1,2 M FRF | 2 M FRF   | 3,5 M FRF | 2,7 M FRF | 4,5 M FRF | 0,770 M € | 0,8 M €   | 1,1 M €   |
| Saison | 2005-2006   | 2006-2007 | 2007-2008 | 2008-2009 | 2009-2010 | 2011-2012 | 2013-2014 | 2014-2015 | 2015-2016 |
| Budget | 1,39 M €    | 1,605 M € | 1,9 M €   | 1,905 M € | 1,7 M €   | 1,76 M €  | 2,24 M €  | 2,65 M €  | 2,73 M €  |
| Saison | 2016-2017   | 2017-2018 | 2018-2019 | 2019-2020 | 2020-2021 | 2021-2022 | 2022-2023 | 2023-2024 | 2024-2025 |
| Budget | 3,2 M €     | 3,32 €    | 3,54 M €  | 4,62 M €  | 5,01 M €  | 5,04 M €  | 5,7 M €   |           |           |

## Culture populaire

### Affluence
Dans les années 1970, l'affluence à domicile oscille entre 300 et 400 personnes. Pour les affiches les plus prestigieuses, la salle Pablo-Neruda accueille alors jusqu'à 800 spectateurs. En novembre 1990, une affluence de 9 200 spectateurs est enregistrée contre le Benfica Lisbonne lors d'une délocalisation aux arènes de Nîmes,. En 2022, l'USAM compte environ 700 abonnés.

### Supporters
Dans les années 1980, la salle Pablo-Neruda possède une réputation de « forteresse » avec un public redouté et une atmosphère singulière,. À partir de 1993, l'USAM évolue au Parnasse et la salle est considérée comme l'une des plus bruyantes au sein du championnat de France de handball. Luka Karabatic en parle comme « l'un des endroits les plus périlleux à jouer et où les joueurs sont galvanisés par l'ambiance ». Adversaire puis joueur de l'USAM, Michaël Guigou qualifie lui l'enceinte de « petit chaudron avec une ambiance de village où le public fait preuve de fierté et de caractère ».
Gardien du club dans les années 2000, Bruno Martini estime que « l’impact du club dans la ville est énorme et tout le monde se reconnaît dans ces valeurs de combat ». Plus globalement, l'entraîneur Laurent Puigségur résume l'esprit nîmois ainsi : 

« Nîmes, c'est plus le village gaulois qui se bat contre l'adversité et la capitale régionale. Les gens qui nous suivent sont plus exacerbés (qu'à Montpellier). Il y a un sentiment d'appartenance au club qui est fort. »

— Laurent Puigségur, le 10 décembre 2010
Sous l'impulsion du club, un groupe de supporters appelé le Green Kop voit le jour en janvier 2017 à l'aube d'un match face au Saran Loiret Handball en Lidl Starligue. Cette association prend le relais d'USAM Supporters, créé en 2004. Le groupe compte une cinquantaine d'adhérents qui encouragent l'USAM Nîmes Gard via des chants, des déplacements à l'extérieur et parfois des tifos.

### Médias
L'USAM Nîmes Gard est suivi par la presse régionale dont Midi Libre, La Provence, La Gazette de Nîmes et Objectif Gard.
Dans les années 1990, la montée en puissance du club lui apporte une médiatisation inédite. L'USAM négocie ainsi avec plusieurs diffuseurs comme Antenne 2 pour téléviser ses matchs officiels. Finalement, la chaine cryptée Canal+ remporte les droits de retransmission et diffuse une partie de la campagne européenne lors de la saison 1990-1991. En 1994, Eurosport en fait de même pour les rencontres de l'USAM en Ligue des Champions.

### Rivalités
À partir de la fin des années 1980, l'USAM se situe parmi les meilleurs clubs français et la lutte pour le titre fait naître des duels houleux. En 1993, la rivalité avec l'OM Vitrolles atteint son point d'orgue lors d'une violente bagarre entre deux équipes se disputant la première place,.
La notion de rivalité existe entre la ville de Nîmes et la ville de Montpellier en raison de la proximité géographique et des trajectoires différentes de développement au XXe siècle,. Entraîneur historique du Montpellier Handball (MHB), Patrice Canayer estime qu'il existe « une rivalité sportive, sociologique et culturelle ». Au milieu des années 1990, l'USAM cède son leadership national au MHB. Après le retour du club gardois dans l'élite, les derbys sont réguliers à partir des années 2000 et sont marqués par une nette domination montpelliéraine. Bien que l'animosité ne soit pas aussi forte qu'entre le Nîmes Olympique et le Montpellier HSC au football, cette rencontre reste attendue et donne souvent lieu à des matchs animés.

## Autres équipes

### Équipe réserve et équipes de jeunes
En 2007, l'équipe réserve termine première de sa poule en Nationale 3 et accède à la quatrième division. Trois ans plus tard, elle remporte le titre de champion de Nationale 2 et se hisse au troisième échelon hiérarchique français. Reléguée en 2012, elle évolue ainsi en N2 jusqu'en 2018 où elle obtient sa remontée. Entraînée par Grégory Arrivet, l'équipe réserve de l'USAM Nîmes Gard dispute le championnat de Nationale 1 lors de la saison 2022-2023.
Au début des années 1970, l'USAM possède 130 licenciés répartis notamment dans des équipes juniors, minimes, benjamins et cadets. En 1971, cette dernière catégorie est d'ailleurs finaliste du championnat régional et de la coupe du Languedoc. Le nombre d'équipes de jeunes se développe ensuite progressivement et le club passe à 180 licenciés en 1977.
L'équipe cadet devient championne de France à trois reprises dans les années 1990. Lors de la décennie suivante, l'équipe des moins de 18 ans (qui correspond à la même catégorie) remporte également deux fois ce titre.
| Équipe réserve | Sections de jeunes |
| --- | --- |
| - Championnat de France de N2 (1) - Champion : 2010 - Vainqueur de son groupe : 2018 - Championnat de France de N3 - Vainqueur de son groupe : 2007 | - Championnat de France cadets - Champion : 1990, 1994, 1997, 2006, 2009 - Vice-champion : 2013 - Challenge Sabatier - Finaliste : 1995 - Championnat de France juniors - Vice-champion : 1991, 1995 |

### Équipe féminine

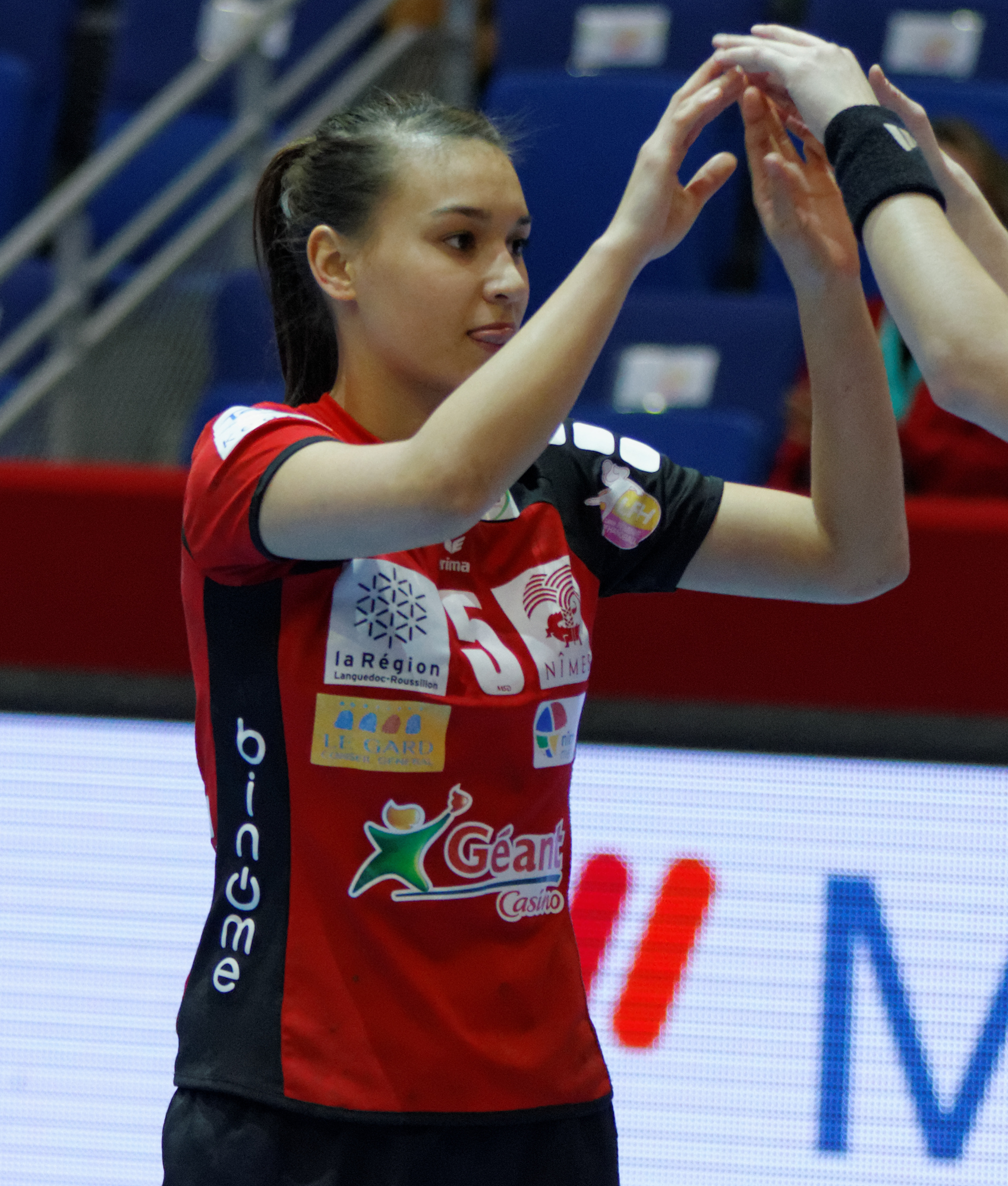
Passée par le HBCN, Johanna Lombardo apporte son expérience au Nîm'arguerittes.

Après la disparition du Handball Cercle Nîmes (HBCN) en 2016, l'USAM cherche à relancer le handball féminin dans la préfecture gardoise. Un an plus tard, le club récupère uniquement les équipes féminines de jeunes du HBCN et signe une « convention de partenariat » avec le SUN AL Bouillargues qui évolue en D2,.
Faute d'accord avec ce club professionnel limitrophe, devenu Bouillargues Handball Nîmes Métropole en 2019, une entente est trouvée avec le CS Marguerittes. Ce club amateur de l'agglomération nîmoise obtient son accession en cinquième division à l'issue de la saison 2021-2022. La fusion des deux entités, qui ne porte que sur les équipes première et réserve, voit ainsi la création du Nim’arguerittes en juin 2022. En juin 2022, l'USAM exprime la volonté de créer une équipe sénior féminine.
L’objectif annoncé est d'accéder à terme à la deuxième division et de devenir un club professionnel tout en développant la formation avec un pôle espoirs d'excellence, à l'instar du HBCN précédemment. Dès sa création, le club se renforce ainsi avec d'anciennes joueuses professionnelles passées par Nîmes comme Laurie Carretero et Johanna Lombardo. Entraînée par Jonathan Grimaud et co-présidé par David Tebib et Vincent Cahuzac, qui représentent respectivement les deux entités, les Nim'Arguerittes évoluent en Nationale 2 lors de la saison 2023-2024 après avoir été promue la saison précédente. Le club termine premier de sa poule et accède ainsi en Nationale 1.
En 2025, les Nîmoises continuent leur progression rapide puisqu'elles sont sacrées championnes de Nationale 1 dès leur première saison à ce niveau puis elles remportent leur première Coupe de France fédérale.